# Temporada 1986 del Campeonato de Europa de Rally
La temporada 1986 fue la edición 34º del Campeonato de Europa de Rally. Comenzó el 2 de enero en el Jänner Rallye y terminó el 30 de noviembre en el Rally du Var. En total 50 pruebas formaban parte del certamen de las cuales ocho tenían el máximo coeficiente (4) ocho con coeficiente 3, veintiocho con coeficiente 2 y seis con el mínimo 1. El ganador fue el italiano Fabrizio Tabaton, piloto oficial de Lancia que compitió toda la temporada con el Lancia Delta S4 de la escudería Grifone Esso en trece pruebas y logró la victoria en seis: Costa Brava, Madeira, Halkidiki, Príncipe de Asturias, Cataluña y San Marino además de subirse al podio en el Rallye dell'Isola d'Elba. El subcampeonato fue para el belga Patrick Snijers que participó con el Lancia 037 Rally del equipo Tre Gazzelle Bastos en diez pruebas logrando la victoria en el Rally Bohemia y el Rally de Chipre y subiéndose al podio en otras cinco pruebas. Otros pilotos destacados de la temporada fueron el francés François Chatriot, tercero con cuatro victorias y Robert Droogmans noveno con otras cuatro victorias.
Ese año fue el último en el que tomaron parte los vehículos del grupo B, puesto que fueron prohibidos de cara a la temporada siguiente después de una serie de accidentes mortales en el campeonato del mundo. El certamen europeo no estuvo exento de tragedias, el piloto suizo Marc Surer sufrió un fuerte accidente con su Ford RS200 cuando peleaba por la victoria contra la francesa Michele Mouton en el ADAC Rallye Hessen. Aunque Surer sobrevivió su copiloto Michel Wyder perdió la vida.

## Calendario
Calendario de pruebas con el máximo coeficiente. Para diferenciar las distintas pruebas del calendario la Federación Internacional otorgó a cada prueba un coeficiente que iba de 1 a 4, siendo 1 el valor más pequeño y 4 el mayor. De esta manera, el piloto que ganase en una prueba de coeficiente 4 valía lo mismo que otro que hubiese ganado en cuatro de coeficiente 1.
| N.º | Fecha               | Rally                                    |
| --- | ------------------- | ---------------------------------------- |
| 9   | 3-6 de abril        | Rally des Garrigues                      |
| 11  | 16-18 de abril      | Rally Costa Smeralda                     |
| 14  | 11-11 de mayo       | Rally Albena - Zlatni Piassatzi - Sliven |
| 32  | 2-3 de agosto       | Rali Vinho da Madeira                    |
| 35  | 26-28 de agosto     | Elpa Rally Halkidiki                     |
| 39  | 11-13 de septiembre | Tudor Webasto Manx International Rally   |
| 42  | 25-27 de septiembre | Cyprus rally                             |
| 45  | 23-26 de octubre    | Rally Cataluña                           |

## Resultados

### Campeonato de Pilotos
- No se incluyen los resultados en otras pruebas de menor coeficiente.

| Pos. | Piloto            | GAR | CSM | BUL | MAD | GRE | GBR | CYP | CAT | Puntos |
| ---- | ----------------- | --- | --- | --- | --- | --- | --- | --- | --- | ------ |
| 1.   | Fabrizio Tabaton  | Ret | 4   |     | 1   | 1   |     |     | 1   | 465    |
| 2.   | Patrick Snijers   | 2   |     |     | 2   |     |     | 1   | 4   | 385    |
| 3.   | François Chatriot | 1   |     |     | Ret |     |     |     |     | 265    |
| 4.   | Attila Ferjancz   |     |     | 2   |     | 2   |     |     | Ret | 247    |
| 5.   | Beny Fernández    |     |     | 1   |     | 4   |     |     | Ret | 229    |
| 6.   | Dario Cerrato     |     | 3   |     |     |     |     |     |     | 228    |
| 7.   | Andrea Zanussi    |     | 2   |     |     |     |     |     |     | 221    |
| 8.   | Mauro Pregliasco  |     | 5   | Ret | 6   |     |     |     |     | 185    |
| 9.   | Robert Droogmans  |     |     |     |     |     |     |     |     | 180    |
| 10.  | Carlos Sainz      | Ret |     |     |     |     |     |     | 2   | 175    |